# Campeonato de Futsal Femenino de la Concacaf 2025
El Campeonato Femenino de Futsal de la Concacaf de 2025, llamado oficialmente Campeonato de Futsal Concacaf W 2025, fue la edición inaugural del Campeonato Femenino de Futsal de la Concacaf, el torneo internacional de futsal organizado por la CONCACAF para las selecciones nacionales femeninas de Norteamérica, Centroamérica y el Caribe. El torneo se celebró en Guatemala del 28 de abril al 4 de mayo de 2025.
El torneo sirvió como clasificatorio de la CONCACAF para la Copa Mundial femenina de fútbol sala de la FIFA. Los dos mejores equipos se clasificaron para la primera Copa Mundial femenina de fútbol sala de la FIFA 2025 en Filipinas como representantes de la CONCACAF.

## Equipos participantes
Para la edición inaugural, un total de 9 de las 41 asociaciones miembro de la Concacaf participarán en la competición.
| Canadá     | Estados Unidos | México    |
| Costa Rica | Guatemala      | Nicaragua |
| Cuba       | Honduras       | Panamá    |

## Sede
| Domo Polideportivo |
| Capacidad: 7500    |
|                    |

## Resultados
Los dos primeros de cada grupo pasan a la fase final del torneo, compuesto por semifinales y final. Los dos equipos que obtengan un cupo a la final, se clasifican para el Mundial de la FIFA.

### Ronda Preliminar
| 28 de abril de 2025 | Honduras                                                                 | 6:5 (5:5, 3:2) (t. s.) | Nicaragua                                                  | Domo Polideportivo, Ciudad de Guatemala    |                                            |
| 11:00 (UTC-6)       | Katherine Amador 4' 11' 38' · Raquel Alvarado 5' 47' · Linda Moncada 37' |                        | Reyna Hernández 10' 15' · Rosa Mena 26' · María Arvizu 32' | Árbitro(s): Andrea Dávila Yordanka Pouyoux | Árbitro(s): Andrea Dávila Yordanka Pouyoux |

### Grupo A
| Grupo A   | Pts | J | G | E | P | GF | GC | Dif |
| --------- | --- | - | - | - | - | -- | -- | --- |
| México    | 9   | 3 | 3 | 0 | 0 | 13 | 4  | 9   |
| Panamá    | 6   | 3 | 2 | 0 | 1 | 11 | 7  | 4   |
| Guatemala | 3   | 3 | 1 | 0 | 2 | 14 | 12 | 2   |
| Cuba      | 0   | 3 | 0 | 0 | 3 | 4  | 19 | -15 |

| 29 de abril de 2025 | Cuba                                             | 2:6 (0:4) | Panamá                                                                                     | Domo Polideportivo, Ciudad de Guatemala  |                                          |
| 14:00 (UTC-6)       | Yarianna Zunzunequi 22' · Katheryn Rodríguez 33' | Reporte   | Maritza Escartín 11' · Ariadna Abadia 16' 18' · Estefanía Salas 17' · Kenia Rangel 31' 36' | Árbitro(s): Krystin Pahia Matthew Rodman | Árbitro(s): Krystin Pahia Matthew Rodman |

| 29 de abril de 2025 | Guatemala                              | 2:7 (0:5) | México | Domo Polideportivo, Ciudad de Guatemala      |                                              |
| 20:00 (UTC-6)       | Andrea Chajón 21' · Grecia Santizo 22' | Reporte   | Rosa Iris Aguiar 1' 18' · Ericka Soto 5' · Joana Carrera 7' · Evelyn González 19' · Itzel Cruz 31' · Mariana González 35' | Árbitro(s): Yeraldin Araya Kimberly Valverde | Árbitro(s): Yeraldin Araya Kimberly Valverde |

| 30 de abril de 2025 | México                                                                       | 4:1 (0:1) | Cuba              | Domo Polideportivo, Ciudad de Guatemala |                                     |
| 14:00 (UTC-6)       | Xanic Benítez 24' · Itzel Cruz 36' · Paulina Cruz 38' · Rosa Iris Aguiar 39' | Reporte   | Nahomi Aguilar 3' | Árbitro(s): Andy León Héctor Santos     | Árbitro(s): Andy León Héctor Santos |

| 30 de abril de 2025 | Panamá                                                     | 4:3 (2:0) | Guatemala                                                      | Domo Polideportivo, Ciudad de Guatemala |                                         |
| 20:00 (UTC-6)       | Gloria Saénz 2' 37' · Kenia Rangel 5' · Ariadna Abadia 34' | Reporte   | Grecia Santizo 30' · Katherine Garzaro 31' · Andrea Chajón 37' | Árbitro(s): Anthony Terborg Ramón Mejia | Árbitro(s): Anthony Terborg Ramón Mejia |

| 1 de mayo de 2025 | Panamá           | 1:2 (0:1) | México                                | Domo Polideportivo, Ciudad de Guatemala      |                                              |
| 14:00 (UTC-6)     | Gloria Saénz 22' | Reporte   | Itzel Cruz 11' · Ariatna Dorantes 37' | Árbitro(s): Kimberly Valverde Yeraldin Araya | Árbitro(s): Kimberly Valverde Yeraldin Araya |

| 1 de mayo de 2025 | Guatemala | 9:1 (4:0) | Cuba                    | Domo Polideportivo, Ciudad de Guatemala  |                                          |
| 20:00 (UTC-6)     | Katherine Garzaro 5' · Grecia Santizo 11' 30' 34' 38' · Thaily Gómez 15' · Danyssa Domínguez 17' 33' · Alisson Chávez 40' | Reporte   | Yarianna Zunzunequi 25' | Árbitro(s): Manuel Barrera Krystin Pahia | Árbitro(s): Manuel Barrera Krystin Pahia |

### Grupo B
| Grupo B        | Pts | J | G | E | P | GF | GC | Dif |
| -------------- | --- | - | - | - | - | -- | -- | --- |
| Costa Rica     | 7   | 3 | 2 | 1 | 0 | 11 | 4  | 7   |
| Canadá         | 6   | 3 | 2 | 0 | 1 | 11 | 4  | 7   |
| Estados Unidos | 4   | 3 | 1 | 1 | 1 | 10 | 5  | 5   |
| Honduras       | 0   | 3 | 0 | 0 | 3 | 0  | 19 | -19 |

| 29 de abril de 2025 | Costa Rica                                               | 3:2 (1:1) | Canadá                             | Domo Polideportivo, Ciudad de Guatemala |                                      |
| 11:00 (UTC-6)       | Yerlin Varela 14' · María López 24' · Mariela Alfaro 27' | Reporte   | Esther Brossard 7' · Shayla He 35' | Árbitro(s): Julio Pascual Andrés Cux    | Árbitro(s): Julio Pascual Andrés Cux |

| 29 de abril de 2025 | Honduras | 0:7 (0:4) | Estados Unidos                                                              | Domo Polideportivo, Ciudad de Guatemala    |                                            |
| 17:00 (UTC-6)       |          | Reporte   | Sarah Martin 3' 4' 30' · Ashley Henderson 9' 34' · Kiersen Korienek 20' 28' | Árbitro(s): Manuel Barrera Eduardo Reynoso | Árbitro(s): Manuel Barrera Eduardo Reynoso |

| 30 de abril de 2025 | Canadá | 6:0 (3:0) | Honduras | Domo Polideportivo, Ciudad de Guatemala |                                       |
| 11:00 (UTC-6)       | Esther Brossard 1' 21' · Sthephie-Ann Dadaille 5' · Cynthia Gaspar-Freire 18' · Joëlle Gosselin 23' · Shayla He 34' | Reporte   |          | Árbitro(s): Colin Abel Gregorio Evila   | Árbitro(s): Colin Abel Gregorio Evila |

| 30 de abril de 2025 | Estados Unidos      | 2:2 (1:0) | Costa Rica                               | Domo Polideportivo, Ciudad de Guatemala  |                                          |
| 17:00 (UTC-6)       | Sarah Martin 6' 24' | Reporte   | Yerlin Varela 32' · Tatiana Cascante 40' | Árbitro(s): Mynor Quintana Andrea Dávila | Árbitro(s): Mynor Quintana Andrea Dávila |

| 1 de mayo de 2025 | Costa Rica | 6:0 (3:0) | Honduras | Domo Polideportivo, Ciudad de Guatemala   |                                           |
| 11:00 (UTC-6)     | Allison Pastrana 1' · María López 12' · Ariel Barquero 18' · Mariela Solis 28' · Karol Arias 31' · Fabiola Ramírez 33' | Reporte   |          | Árbitro(s): Yordanka Pouyoux Diego Suárez | Árbitro(s): Yordanka Pouyoux Diego Suárez |

| 1 de mayo de 2025 | Estados Unidos   | 1:3 (1:2) | Canadá                                                                      | Domo Polideportivo, Ciudad de Guatemala |                                        |
| 17:00 (UTC-6)     | Paige Pierson 6' | Reporte   | Sthephie-Ann Dadaille 4' · Cynthia Gaspar-Freire 17' · Erica Hindmarchs 28' | Árbitro(s): Eduardo Reynoso Andrés Cux  | Árbitro(s): Eduardo Reynoso Andrés Cux |

## Fase final

### Cuadro de desarrollo
|  | Semifinales | Semifinales |        |        | Final     | Final     |  |
|  | 3 de mayo   | 3 de mayo   |        |        | 4 de mayo | 4 de mayo |  |
|  |             |             |        |        |           |           |  |
|  |             |             |        |        |           |           |  |
|  | Costa Rica  | 1           |        |        |           |           |  |
|  | Costa Rica  | 1           |        |        |           |           |  |
|  | Panamá      | 3           |        |        |           |           |  |
|  | Panamá      | 3           |        | Panamá | 2         |           |  |
|  |             |             |        | Panamá | 2         |           |  |
|  |             |             | Canadá | 8      |           |           |  |
|  | México      | 4 (3)       | Canadá | 8      |           |           |  |
|  | México      | 4 (3)       |        |        |           |           |  |
|  | Canadá (p.) | 4 (4)       |        |        |           |           |  |
|  | Canadá (p.) | 4 (4)       |        |        |           |           |  |
|  |             |             |        |        |           |           |  |